# Эльберт, Генрих Когосович
Ге́нрих Кого́сович Э́льберт (28 февраля 1922, Дубно, Польская Республика — 15 апреля 2016) — создатель и директор ОАО «Линдовская птицефабрика-Племенной завод», создатель гусей породы Горьковская; лауреат премии Совета Министров СССР, Заслуженный зоотехник Российской Федерации.

## Биография
Родился в г. Дубно (ныне — в Ровненской области Украины).
С 1940 г. учился на физико-математическом факультете в Ровенском учительском институте. Участник Великой Отечественной войны с апреля по 24 августа 1942 г., санинструктор. Комиссован после контузии, переехал в Горький, где поступил на работу на хлебозавод № 11.
В 1949 году окончил Горьковский сельскохозяйственный институт. 
С 1948 по 1965 г.- зоотехник в колхозах Починковского и Дальнеконстантиновского районов Горьковской области, старший научный сотрудник сельскохозяйственной опытной станции, начальник Управления птицеводства и ИПС, директор ИПС.
Директор (1965—1970), генеральный директор (1971—1996) Линдовской птицефабрики, директор «Птицепрома» (1971—1996).
Автор концепции психологических прививок против наркомании. Член профессиональной психотерапевтической Лиги.
Умер 15 апреля 2016 года. Похоронен на кладбище деревни Остреево.

## Научная деятельность
Имеет авторское свидетельство на линдовскую породу гусей. Автор более 50 печатных работ в области птицеводства и экономики, а также по вопросам питания и психологии.

## Награды
- орден Дружбы народов
- орден «Знак Почета»
- орден Трудового Красного Знамени
- 15 медалей[1]
- орден Отечественной войны II степени (6.4.1985)[1][2]
- премия Совета Министров СССР
- орден Почёта
- медаль ордена «За заслуги перед Отечеством» II степени
- Заслуженный зоотехник Российской Федерации
- почётный гражданин Нижегородской области[1].